# Pia Mia
Pia Mia Perez (Guam, 19 de setembro de 1996) é uma cantautora e modelo americana. Ela começou sua carreira postando vídeos de si mesma cantando no YouTube e passou a estrelar comerciais e videoclipes. Pia Mia assinou um contrato de gravação com a Interscope Records em 2013, posteriormente lançando seu primeiro extended play, The Gift, e uma série de singles, incluindo "Do It Again" e "Touch". Em 2016, ela foi destaque no single de will.i.am "Boys & Girls", que alcançou o top 40 no UK Singles Chart. Em 2017, Pia Mia lançou independentemente um EP intitulado The Gift 2. Pia mais tarde deixaria a Interscope Records e se tornaria uma artista independente no final de 2017, criando sua própria gravadora Cherry Pie Records. Pia assinou brevemente um contrato de gravação com a Republic Records e Electric Feel Entertainment em 2020, antes de se separar no ano seguinte.

## Primeiros anos
Pia Mia Perez nasceu em 19 de setembro de 1996, em Guam, um território não incorporado dos Estados Unidos. Ela é descendente de Chamorro. Ela é filha de Angela Terlaje Perez e Peter Perez Jr. Em Guam, Perez se apresentou em casamentos e outros eventos comunitários, antes de se mudar para Los Angeles em 2010 com sua mãe para seguir carreira musical profissionalmente.